# Biblioteka Narodowa Syrii
Biblioteka Narodowa Syrii (arab. ‏مكتبة الوطنية‎) – biblioteka narodowa w Damaszku w Syrii.

## Historia
Na początku lat 70. XX wieku postanowiono zbudować w Syrii budynek biblioteki narodowej. Zlokalizowano go w zachodniej części Damaszku niedaleko placu Umajjadów. Projekt miał zostać wyłoniony w drodze międzynarodowego konkursu pod patronatem Międzynarodowej Unii Architektów w Paryżu. Do udziału w konkursie zgłoszono 79 projektów przygotowanych przez zespoły z 23 krajów. Powołano jury składające się ośmiu członków: Chakib al-Omarii z Syrii, Herman Liebaers z Belgii (dyrektor biblioteki), Michel Écochard z Francji, Raymond Ghosn z Libanu, Metodi Pisarski z Bułgarii, Vilanova Artigas z Brazylii, L. M. Pei z USA, Aleksander Franta z Polski.  W 1974 roku pierwsze miejsce przyznało projektowi przygotowanemu przez zespół architektów z Polski w składzie: Jan Jacek Meissner, Małgorzata Mazurkiewicz, Marek Dunikowski i Wojciech Miecznikowski. Dwaj z nich M. Dunikowski i W. Miecznikowski w 1974 roku obronili prace dyplomowe na Politechnice Krakowskiej. Małgorzata Mazurkiewicz była jeszcze studentką, a tylko J.J. Meissner miał doświadczenie zawodowe. Drugie miejsce zajął zespół niemiecko-syryjski, a trzecie miejsce przyznano ex aequo zespołowi niemiecko-syryjskiemu i bułgarskiemu. Wyróżnienie otrzymał zespół z Japonii i syryjsko-niemiecki.
Budowę gmachu biblioteki rozpoczęto 1 stycznia 1979 roku i za zgodą architektów projekt przejął architekt-konsultant Raghib Aswad. W uroczystości otwarcia 16 listopada 1984 roku uczestniczył prezydent Syrii Hafiz al-Asad, a bibliotece postanowiono nadać jego imię (ar.|مكتبة الأسد الوطنية). Całkowity koszt budowy wyniósł 79 milionów funtów syryjskich. W grudniu 2024roku zmieniono nazwę na Biblioteka Narodowa Syrii.   

## Budynek
Front budynku biblioteki ma 100 metrów szerokości i jest zwrócony w kierunku placu Umajjadów. Po lewej stronie od głównego wejścia mieści się teatr i kawiarnia, które są dostępne zarówno z wnętrza biblioteki jak i z zewnątrz. Budynek ma dziewięć poziomów, w tym dwa piwnic i antresolę. Znalazło się w nim 6 wind i 3 klatki schodowe. Dzieli się na dwie części: północną i południową. Obie mają spiralne schody zwieńczone kopułą ozdobioną islamskimi malowidłami. W piwnicach na najniższym poziomie umieszczono ciężkie maszyny do druku i oprawy książek. W garażach jest miejsce na 30 samochodów. W przyziemiu umieszczono wejście dla niewidomych i niepełnosprawnych oraz czytelnię dla nich i punkt obsługi. Na parterze obok głównego wejścia mieści się administracja biblioteki, a spiralnymi schodami można wejść na antresolę, w której są organizowane wystawy. Na wyższych piętrach znajdują się czytelnie i magazyny. Powierzchnia budynku biblioteki wynosi 22 000 m². Otacza go ogród o powierzchni ponad 6000 m²
W 2009 roku budynek biblioteki znalazł się na rewersie 50-funtowego banknotu.

## Zbiory
Od 1985 roku biblioteka organizuje Międzynarodowe Targi Książki. Syryjskie wydawnictwa pragnące wziąć w nich udział muszą okazać zaświadczenie o przesłaniu zgodnie z ustawą 5 kopii egzemplarza obowiązkowego wydawnictw do biblioteki narodowej. Targi są sposobem powiększania zbiorów. Każdy uczestnik musi zgodzić się na przekazanie 5 egzemplarzy wydawnictw, które zostaną wybrane przez przedstawicieli biblioteki. W 2010 roku w targach wzięło udział 389 wydawnictw zagranicznych z: Syrii, Libanu, Jordanii, Egiptu, Zjednoczonych Emiratów Arabskich, Omanu, Kuwejtu, Arabii Saudyjskiej, Libii, Tunezji, Maroka i Kataru, Iranu, USA, Korei Północnej, Rosji, Hiszpanii, Włoch, Indii i Turcji. W latach 2011–2016 z powodu wojny domowej targi nie odbywały się. Zostały wznowione w 2016 roku.